# Rosselia bracteata
Espèce
Statut de conservation UICN

 VU (needs updating) B1+2c : Vulnérable
Rosselia bracteata est une espèce de plante de la famille des Burseraceae endémique de l'île de Rossel en Papouasie-Nouvelle-Guinée.